# Magdalena Milpas Altas
Magdalena Milpas Altas («Magdalena»: en honor a su santa patrona María Magdalena; «Milpas Altas»: por el área montañosa en donde está ubicado) es un municipio del departamento de Sacatepéquez de la región sur-occidente de la República de Guatemala; es uno de los municipios más pequeños de todo el país.
Durante la época colonial, el área que ocupa el poblado fue donada a los frailes dominicos, quienes fundaron una doctrina en el lugar; dicha doctrina permaneció hasta que los frailes tuvieron que entregar sus reducciones al clero secular en 1754.
Luego de la Independencia de Centroamérica en 1821, el Estado de Guatemala estableció circuitos y distritos para la impartición de justicia por medio de juicios de jurados en 1825 y Magadalena fue incluida en el circuito de la Antigua en el distrito N.º8 (Sacatepéquez).

## Toponimia
El municipio es uno de los más antiguos que tiene el departamento de Sacatepéquez. Fue creado a finales del siglo XVI en 1585 con el nombre de «Santa María Magdalena de la Real Corona», un nombre totalmente español. Luego de algunos años, el nombre cambió de Santa María Magdalena a «Magdalena Milpas Altas» ya que el municipio pasó a formar parte de la capilla de Santa Cruz, al igual que los otros municipios que también son llamados «Milpas Altas».

## Demografía
El municipio de Magdalena Milpas Altas tiene una cantidad de 12 478 habitantes según el censo de población de 2018 con una numerosa densidad de 140 habitantes por kilómetro cuadrado. Existe una población compartida entre dos grupos poblacionales que son la etnia ladina con un porcentaje de 72% la etnia kaqchikel con un porcentaje de 27%.

## Geografía física
El municipio tiene una extensión territorial de 8 km².

### Ubicación geográfica
Magdalena Milpas Altas está localizada en el departamento de Sacatepéquez y se encuentra a una distancia de 12 km de la cabecera departamental Antigua Guatemala.   Sus colindancias son:
- Norte: Santa Lucía Milpas Altas, municipio del departamento de Sacatepéquez
- Sur: Santa María de Jesús, municipio de Sacatepéquez
- Este: Villa Nueva, municipio del departamento de Guatemala
- Oeste: Antigua Guatemala, municipio y cabecera del departamento de Sacatepéquez[4]

|                          | Norte: Santa Lucía Milpas Altas |                   |
| Oeste: Antigua Guatemala |                                 | Este: Villa Nueva |
|                          | Sur: Santa María de Jesús       |                   |

## Gobierno municipal
Los municipios se encuentran regulados en diversas leyes de la República, que establecen su forma de organización, lo relativo a la conformación de sus órganos administrativos y los tributos destinados para los mismos.  Aunque se trata de entidades autónomas, se encuentran sujetos a la legislación nacional y las principales leyes que los rigen desde 1985 son:
| N.º | Ley                                                | Descripción |
| --- | -------------------------------------------------- | --- |
| 1   | Constitución Política de la República de Guatemala | Tiene una regulación legal específica para los municipios en los artículos 253 al 262. |
| 2   | Ley Electoral y de Partidos Políticos              | Ley de carácter constitucional aplicable a los municipios en el tema de la conformación de sus autoridades electas. |
| 3   | Código Municipal                                   | Decreto 12-2002 del Congreso de la República de Guatemala. Tiene la categoría de ley ordinaria y contiene preceptos generales aplicables a todos los municipios, e inclusive contiene legislación referente a la creación de los municipios.             |
| 4   | Ley de Servicio Municipal                          | Decreto 1-87 del Congreso de la República de Guatemala. Regula las relaciones entra la municipalidad y los servidores públicos en materia laboral. Tiene su base constitucional en el artículo 262 de la constitución que ordena la emisión de la misma. |
| 5   | Ley General de Descentralización                   | Decreto 14-2002 del Congreso de la República de Guatemala. Regula el deber constitucional del Estado, y por ende del municipio, de promover y aplicar la descentralización y desconcentración económica y administrativa.                                |

El gobierno de los municipios está a cargo de un Concejo Municipal mientras que el código municipal —ley ordinaria que contiene disposiciones que se aplican a todos los municipios— establece que «el concejo municipal es el órgano colegiado superior de deliberación y de decisión de los asuntos municipales […] y tiene su sede en la circunscripción de la cabecera municipal»; el artículo 33 del mencionado código establece que «[le] corresponde con exclusividad al concejo municipal el ejercicio del gobierno del municipio».
El concejo municipal se integra con el alcalde, los síndicos y concejales, electos directamente por sufragio universal y secreto para un período de cuatro años, pudiendo ser reelectos.
Existen también las Alcaldías Auxiliares, los Comités Comunitarios de Desarrollo (COCODE), el Comité Municipal del Desarrollo (COMUDE), las asociaciones culturales y las comisiones de trabajo. Los alcaldes auxiliares son elegidos por las comunidades de acuerdo a sus principios y tradiciones, y se reúnen con el alcalde municipal el primer domingo de cada mes, mientras que los Comités Comunitarios de Desarrollo y el Comité Municipal de Desarrollo organizan y facilitan la participación de las comunidades priorizando necesidades y problemas.
Los alcaldes que ha habido en el municipio son:
- 2012-2016: Bernabé Méndez Dubón[8]

## Historia

### Época colonial: Arias Dávila y doctrina de los dominicos
Tras la Conquista de Guatemala, la corona española se enfocó en la catequización de los indígenas. Las congregaciones fundadas por los misioneros reales en el Nuevo Mundo fueron llamadas «doctrinas de indios» o simplemente «doctrinas». Originalmente, los frailes tenían únicamente una misión temporal: enseñarle la fe católica a los indígenas, para luego dar paso a parroquias seculares como las establecidas en España; con este fin, los frailes debían haber enseñado los evangelios y el idioma español a los nativos. Ya cuando los indígenas estuvieran catequizados y hablaran español, podrían empezar a vivir en parroquias y a contribuir con el diezmo, como hacían los peninsulares..  Las órdenes regulares, como los dominicos, una vez habían establecido una doctrina, protegían sus intereses en ella, incluso en contra de los intereses del rey y de esta forma las doctrinas pasaron a ser pueblos de indios que se quedaron establecidos para todo el resto de la colonia.
Las doctrinas fueron fundadas a discreción de los frailes, y las doctrinas crecieron sin control y nunca pasaron a ser parroquias del clero secular; se formaron alrededor de una cabecera en donde tenían su monasterio permanente los frailes y de dicha cabecera salían a catequizar o visitar las aldeas y caseríos que pertenecían a la doctrina, y que se conocían como anexos, visitas o pueblos de visita. Así pues, las doctrinas tenían tres características principales:
1. eran independientes de controles externos (tanto civiles como eclesiásticos)
2. eran administradas por un grupo de frailes
3. tenían un número relativamente grande de anexos.[9]

La administración colectiva por parte del grupo de frailes eran la característica más importante de las doctrinas ya que garantizaba la continuación del sistema de la comunidad en caso falleciese uno de los dirigentes.
En 1638, los dominicos separaron a sus grandes doctrinas —que les representaban considerables ingresos económicos— en grupos centrados en sus seis conventos, y la doctrina de Milpas Altas quedó en la jurisdicción del convento de la ciudad de Santiago de los Caballeros de Guatemala:
| Convento                                | Doctrinas |
| --------------------------------------- | --- |
| Santiago de los Caballeros de Guatemala | - Chimaltenango - Jocotenango - Sumpango - San Juan Sacatepéquez - San Pedro Sacatepéquez - Santiago Sacatepéquez - Rabinal - San Martín Jilotepeque - Escuintla - Milpas Altas - Milpas Bajas - San Lucas Sacatepéquez - Barrio de Santo Domingo |

El poblado fue denominado «Milpas Altas», y formó parte de la capilla de la Santa Cruz, que poseía todos los poblados del mismo nombre.  
El historiador Domingo Juarros escribió  que en 1754, en virtud de una Real Cédula parte de las Reformas Borbónicas, todos los curatos de las órdenes regulares fueron traspasados al clero secular, y en 1766 intentaron unirse las alcaldías mayores de Chimaltenango y Sacatepéquez, pero que no pudo mantenerse la unión por lo que ambas permanecieron separadas hasta después de la independencia de Centroamérica.

### Tras la Independencia de Centroamérica
Luego de la Independencia de Centroamérica en 1821, el Estado de Guatemala estableció circuitos y distritos para la impartición de justicia por medio de juicios de jurados en 1825.  Magdalena fue adjudicado al circuito de la Antigua en el distrito N.º8 (Sacatepéquez), el cual también incluía a la Antigua Guatemala, San Cristóbal Alto, San Miguel Milpas Altas, Santa Ana, San Bartolomé, San Mateo, San Juan Cascón, Santa Lucía, Santo Tomás, Embaulada, Santiago, San Lucas, Pastores, Cauque, Jocotenango, San Felipe, Ciudad Vieja, San Pedro Las Huertas, Alotenango, San Lorenzo, San Antonio, Dueñas, Zamora, Urías, Santa Catalina, San Andrés y San Bartolomé Aguas Calientes, Santa María y San Juan del Obispo.